# 並河靖之七宝記念館
並河靖之七宝記念館（なみかわやすゆきしっぽうきねんかん）は、京都府京都市東山区にある博物館。明治期から大正期に活動した日本の七宝焼作家・並河靖之の作品を保管・研究・公開するとともに、作者ゆかりの建造物や庭園を保存し、もって工芸文化の向上に資することを目的としている。

## 概要
京都市東山区の北端近く、三条通の一筋北に位置する、並河靖之の七宝の作品と工房跡を公開している展示施設である。
日本国外では「七宝といえば”Namikawa”」として、東京の濤川惣助とともに、その名が認められてきた七宝作家・並河靖之の邸宅兼工房として建築された建物を改装し、靖之の作品130点余りを所蔵。
邸内には、「植治」こと七代目・小川治兵衛の作になる庭園が残されている。

## 建物
同地にはもともと靖之の家があったが、家屋の新築と作庭に取り掛かる切っ掛けは、1889年（明治22年）パリ万博で金賞受賞に代表される博覧会での受賞と、七宝事業の好調だったという。1893年（明治26年）4月26日に上棟し、1894年（明治27年）11月15日に落成披露。小屋束に打つ付けられた御幣より、大工・西村米吉、手伝・河合伊之助と判明する。ここでいう「手伝」とは、建築工事に関わる何でも屋で、その良し悪しが工事の出来を左右すると言われる職方である。
虫籠窓、駒寄せ、一文字瓦を伝えるミセとオモヤの二つの棟を玄関でつないだ京町家のオモテヤ造りで、主屋・工房・窯場が国の登録有形文化財に登録されている。工場は当時2棟あり、現存する北東側の工場の他に、現在は記念館の外になる池を挟んだ母屋の南東側にもう一棟あった。しかし、こちらは1995年（平成7年）に取り壊されており現存せず、北東側の工房は、開館に伴い第二展示室に改装された。
室内の意匠には、青蓮院（京都市東山区）や修学院離宮（京都市左京区）などの写しがあり、久邇宮朝彦親王に仕えた並河靖之の趣向がうかがえる。日本国外からの訪問客も多いことから、内法（敷居から鴨居までの高さ）を六尺（約182cm）とし、縁側には輸入品のガラスをはめたガラス障子をとりいれるなど、明るく開放的な設えをしている。

## 庭園
靖之自身は、先述のパリ万博にちなんで「巴里庭」と呼んでいたという庭園。手がけた七代目・小川治兵衛（通称・植治）は、靖之とは隣同士で親しく、その関係で施工を行った。30代半ばの植治にとって、維新後の動乱のあおりで庭造りの仕事が振るわないなか受けた並河邸の作庭は、転機となる重要な仕事だった。植治の作庭園の特徴は、1890年（明治23年）に完成する琵琶湖疏水から得られた豊富な水を用いた躍動的なデザインだが、その萌芽をこの庭園に見ることが出来る。
並河邸の庭園は、七宝の研磨用に疏水から水を引き、その余水が池に注いでいる。この池を中心とする庭園は、地主の靖之の意向を汲み、景石や燈籠、手水鉢など石をふんだんに用いた作りになっている。池の中には、靖之が好きだった鯉が放たれている。作庭当初からある木は少ないが、庭園の要に位置するアカマツは当時からあり、庭園内側中央にアカマツを配するのは植治のやり方である。第二展示室軒下の犬走りには、約50個の古瓦がはめ込まれており、これとは別に庭内には13個の古瓦が使われている。
京都市指定名勝に指定。

## コレクション
繊細で優美な七宝は手間がかかる上、明治期の工芸品は主に外貨を稼ぐために海外へと流れたため、国内に残る作品の数は多くはない。本館では、143点を所蔵している。
並河の七宝は、金属の胎（ボディ）に、文様の輪郭線として細く薄い金や銀の金属線をテープ状にして貼り付け（植線）、その線と線の間に釉薬をさして焼成・研磨を繰り返す「有線七宝」の技法が用いられており、作品のひとつひとつが小さいのが特徴。描かれた意匠も、花鳥風月から名所図まで実に様々。まるで絵筆で描かれたかのように繊細な絵付けが施されている。

## ギャラリー

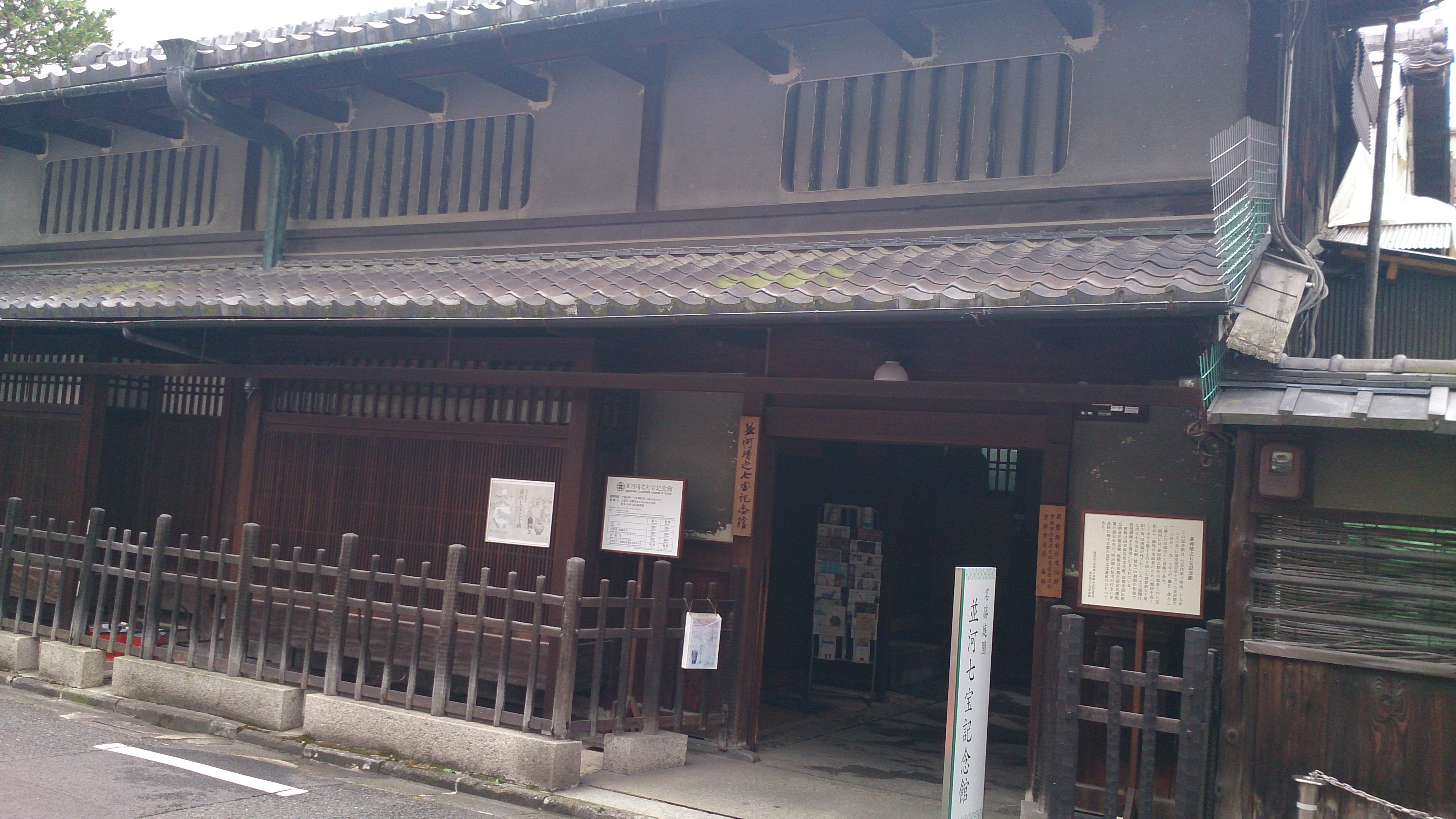
主屋
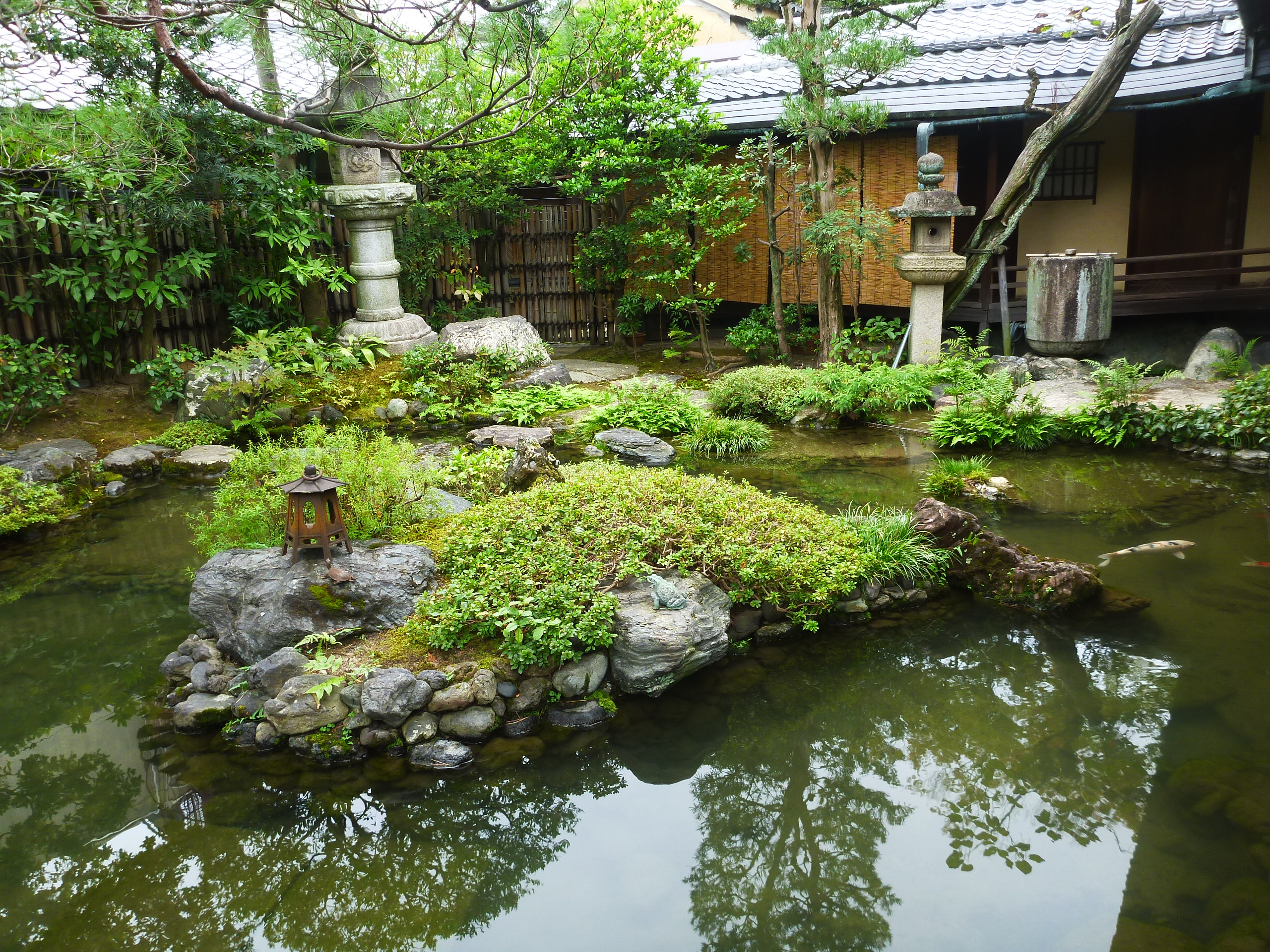
庭園
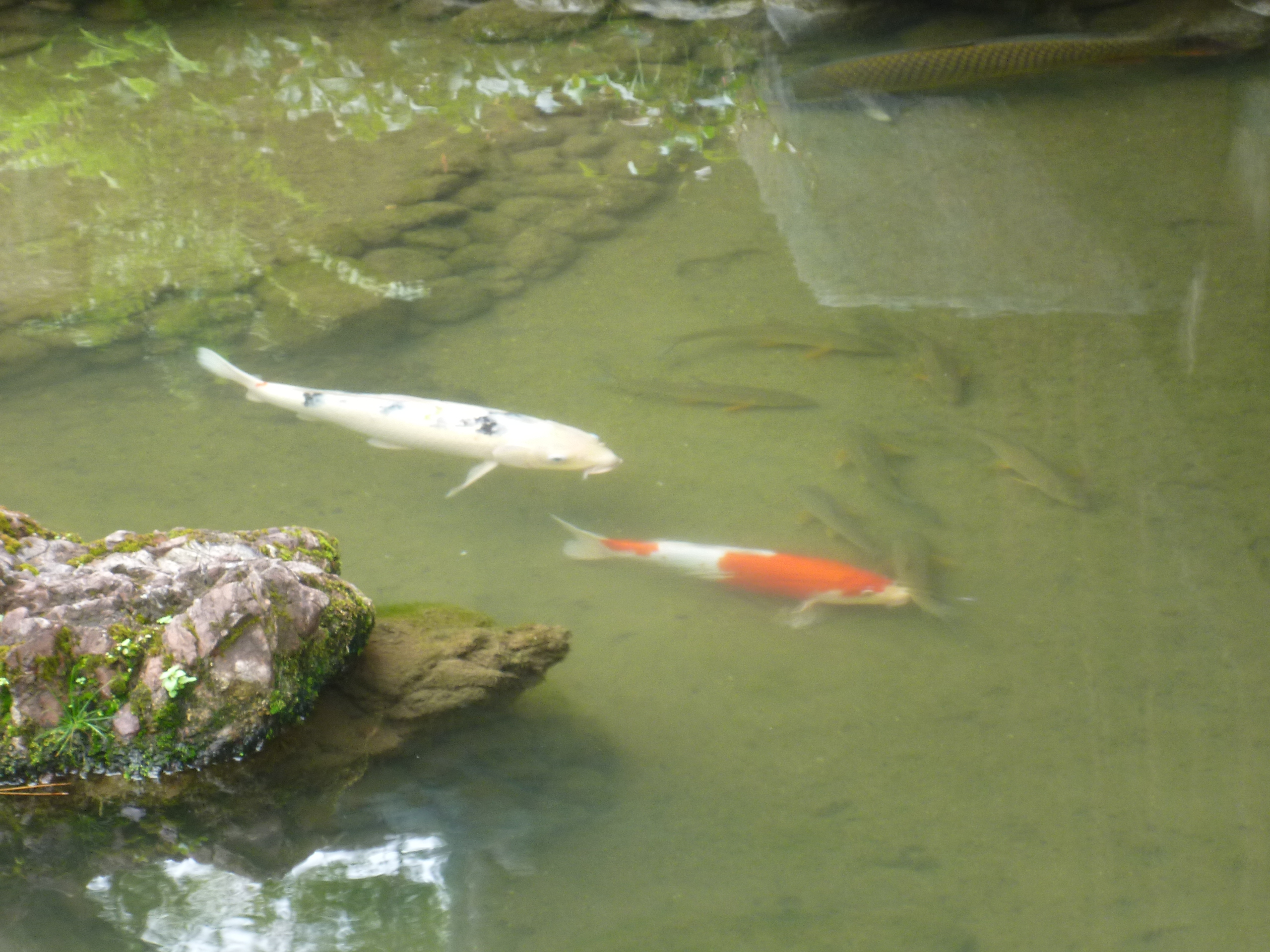
庭の池に浮かぶ鯉
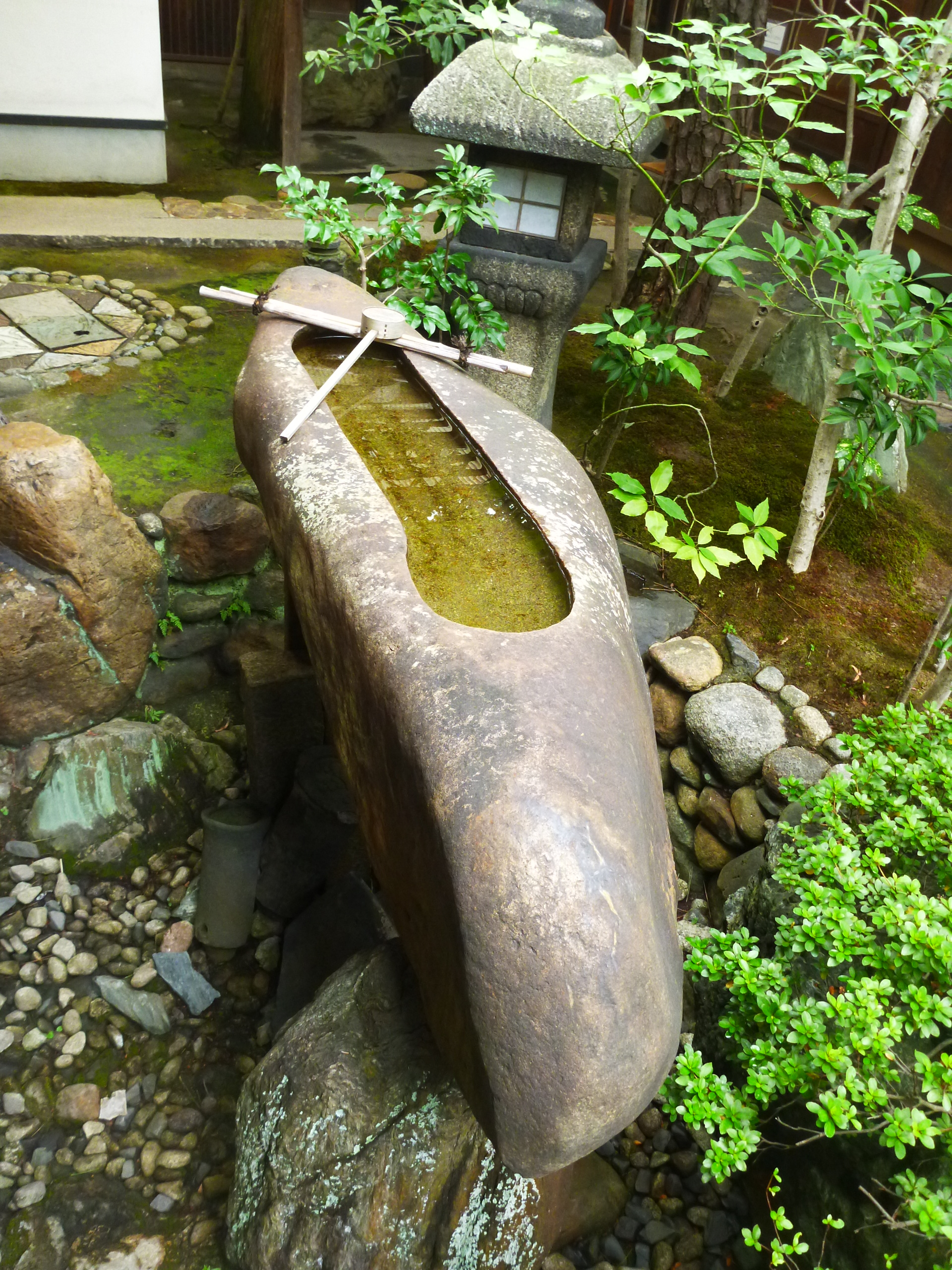
一文字手水鉢 明治期の作成。鞍馬石のカワスの自然石を一文字に彫り込んだ贅沢なもの。

## 文化財

### 国の登録有形文化財
- 旧並河靖之邸工房[16]
- 旧並河靖之邸主屋
- 旧並河靖之邸窯場

### 国の登録有形文化財（美術工芸品）
- 並河靖之七宝資料 1662点[17]

### 京都市指定文化財
- 名勝
  - 並河家庭園 - 2003年（平成15年）4月1日指定。

## アクセス
- 地下鉄東西線東山駅下車1番出口より徒歩3分
- JR・近鉄京都駅前（A1のりば）、阪急烏丸駅・京都河原町駅、京阪三条駅から市バス5系統岩倉行きで「東山三条」又は「神宮道」下車徒歩5分
- 市バス201、202、203、206系統で「東山三条」下車徒歩5分[18]

## 周辺情報
当記念館のある岡崎地域は、岡崎公園、平安神宮、京都市美術館、京都国立近代美術館、京都府立図書館、京都会館など文化芸術の拠点である。